# Fangseil

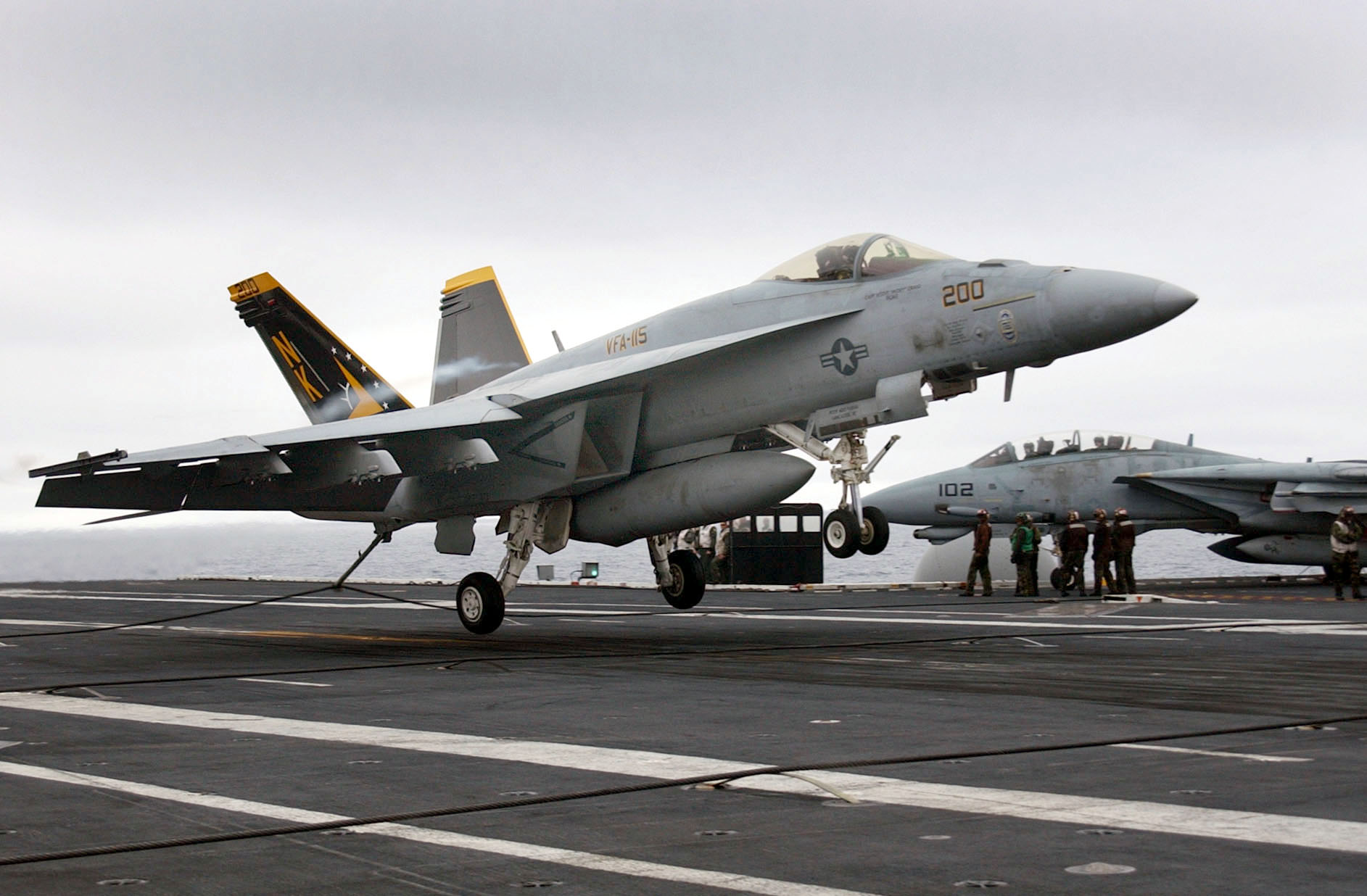
F/A-18E mit dem Fanghaken im Fangseil. Vorne ein weiteres Fangseil, von Bügeln hochgedrückt.

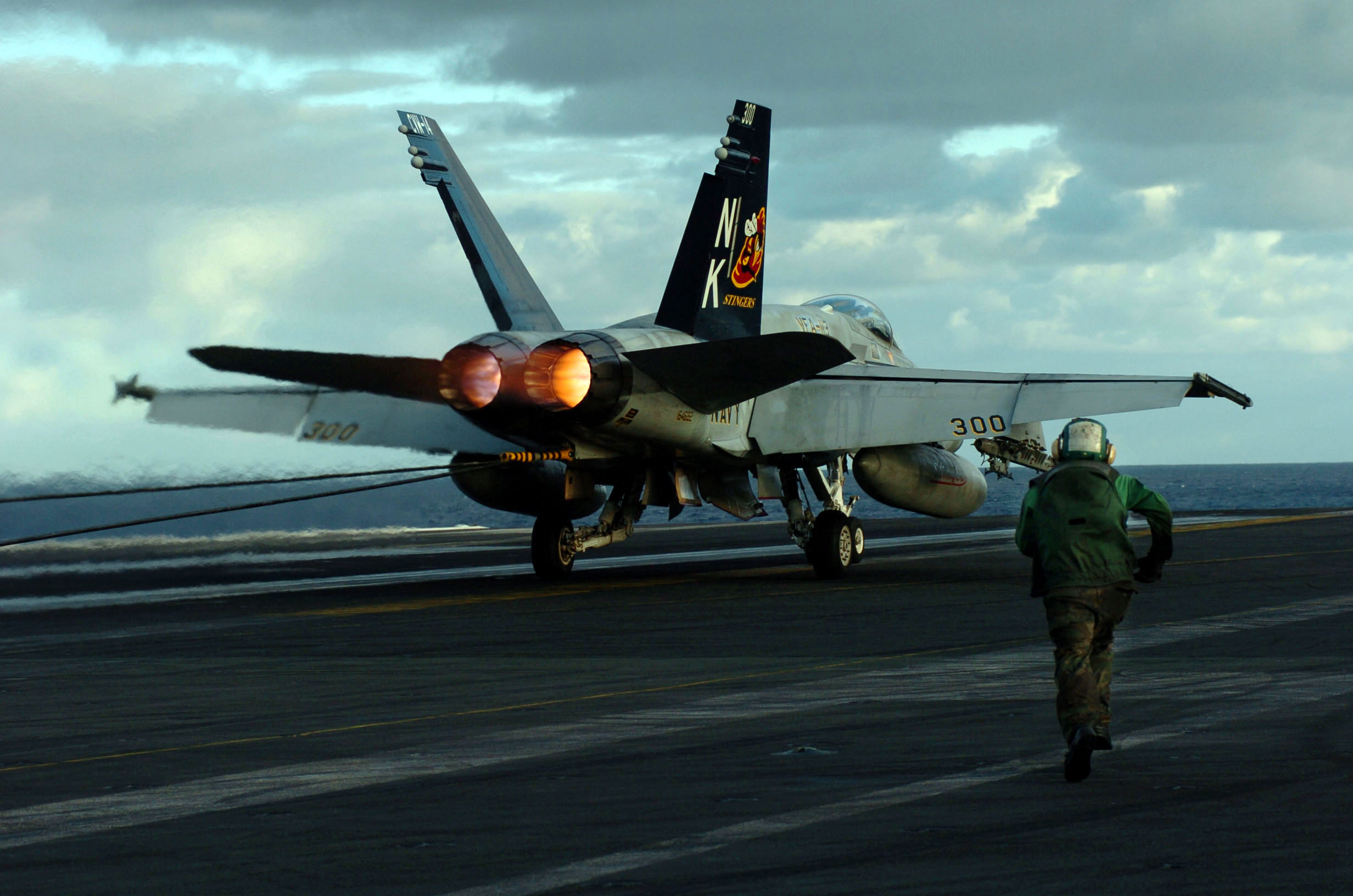
F/A-18E im Fangseil nach der Landung

Fangseile (engl. Arrestor cables oder Arrestor wires) werden bei Seilfanganlagen genutzt, um Flugzeuge auf kurzer Strecke sicher abzubremsen.
Verwendet wird das System bei Flugzeugträgern mit CATOBAR (Catapult Assisted Take Off But Arrested Recovery) und STOBAR (Short Take Off But Arrested Recovery) System sowie auf militärischen Landebahnen als Notlandesystem.
Als Fangseil bezeichnet man auch einen Teil der Notbremsvorrichtung an üblichen Aufzugsanlagen.

## Geschichte
Bei den sehr begrenzten Längen der Flugdecks von Flugzeugträgern stellte sich vom Beginn der ersten Landungen auf Trägern an die Frage der Abbremsung der landenden Flugzeuge. Erste Fangseilversuche wurden mit über die Landefläche gespannten Seilen gemacht, an deren Enden Sandsäcke befestigt waren, um das landende Flugzeug, das mit seinem Fanghaken die Seile aufgriff, durch das Gewicht der Sandsäcke abzubremsen. Diese Versuche erwiesen sich als nicht erfolgreich und so wurden an den Rädern der Trägerflugzeuge Bremsen eingebaut, mit denen der Pilot das Flugzeug bei den Landung abbremste. Bei den leichten Flugzeugen in den ersten Jahren der Trägerfliegerei reichte diese Technik. Mit der Weiterentwicklung der Flugzeuge wurden diese aber immer schwerer und ihre Landegeschwindigkeit erhöhte sich, sodass eine neue Lösung für das Abbremsen der Flugzeuge gefunden werden musste. Zurückgreifend auf die Versuche mit den Fangseilen mit Sandsäcken wurden nun die Fangseile an Rollen festgemacht, die weitere Seillänge abrollten, wenn ein Flugzeug mit seinem Fanghaken das Seil erfasste, und gleichzeitig einen Widerstand gegen die bewegte Masse des landenden Flugzeuges leisteten, um es abzubremsen.
Der erste Einsatz dieser Fangseiltechnik fand auf dem britischen Flugzeugträger Courageous im Juni 1931 statt. Von da an wurden alle Flugzeugträger weltweit mit dieser neuen Technik ausgerüstet.

## Moderne Flugzeugträger
Auf Flugzeugträgern der Nimitz-Klasse sind bis zu vier Stahlseile quer im Abstand von 12 m über das Achterdeck gespannt und mit einem hydraulischen System verbunden. Das Hydrauliksystem wird entsprechend dem Landegewicht des Flugzeuges eingestellt und sorgt durch eine Gegenkraft für den sicheren Stillstand des Flugzeuges.
Die Fangseile bremsen ein 30 t schweres Flugzeug in 2 s von 240 km/h auf 0 km/h – dabei legt das Flugzeug eine Strecke von 96 m zurück. Aufgrund ihrer enormen Belastungen sind die Fangseile für maximal 100 Landungen zugelassen. Das gesamte Fangsystem ist für eine Lebensdauer von 54.000 Landungen konzipiert.

## Flugplatz

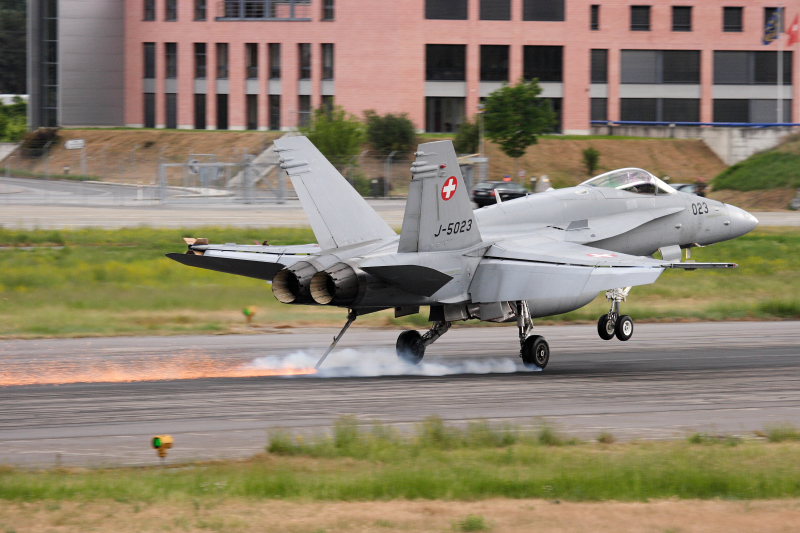
F/A-18C mit Fanghaken, der funkend am Boden streift, kurz vor dem Einhängen in das Fangseil auf Sion AFB, 2006

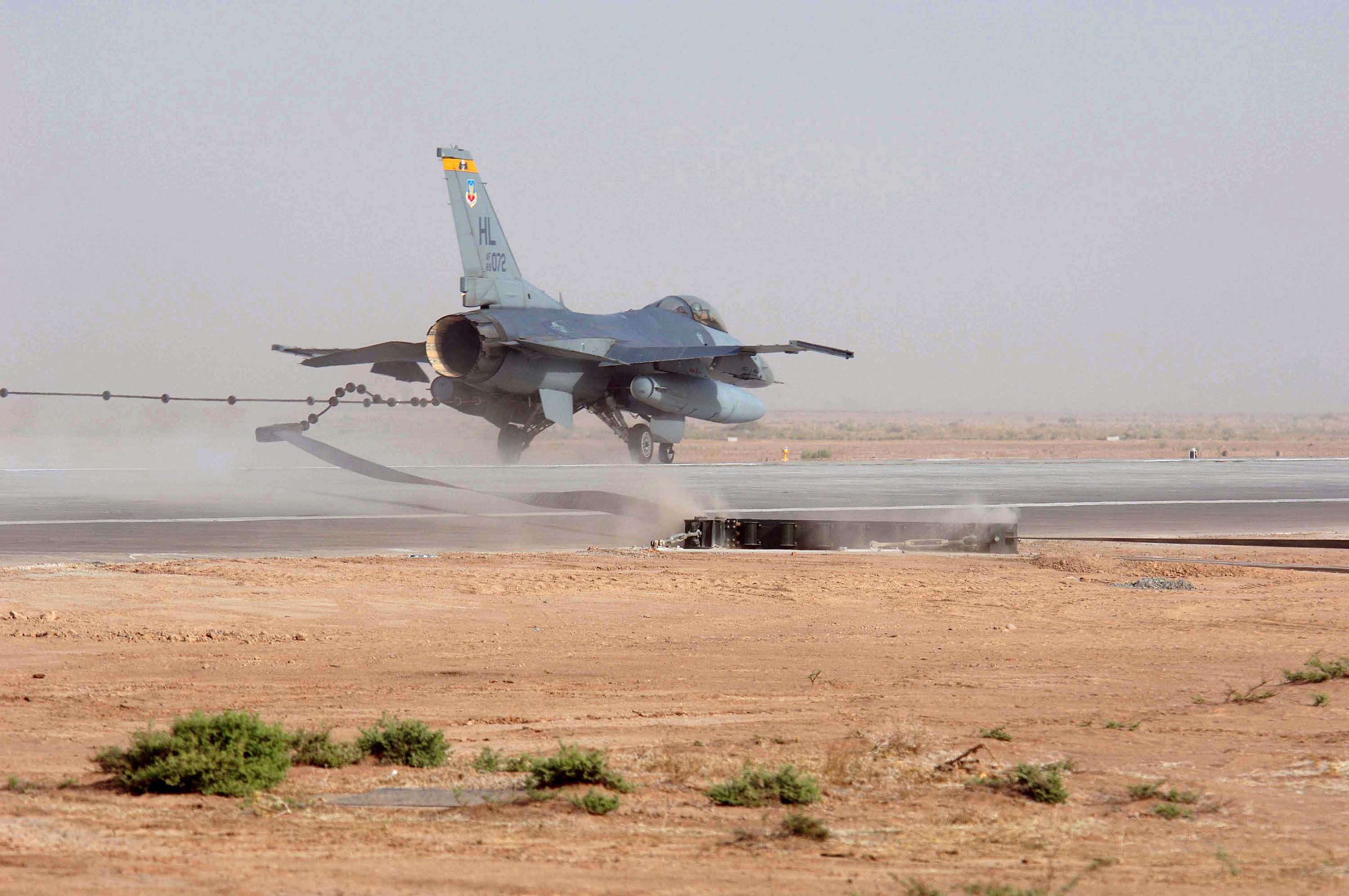
Hakenfang einer F-16. Gut zu sehen sind in regelmäßigen Abständen auf das Seil gezogenen Gummischeiben, die den für das Einhaken des Fanghakens erforderlichen Abstand des Seils vom Boden sicherstellen.

Auf Militärflugplätzen mit Seilfanganlagen werden die Fangseile dazu genutzt, um in einem Notfall ein mit einem Fanghaken ausgestattetes Flugzeug auch noch bei hohen Geschwindigkeiten am Boden zum Stillstand zu bringen. Dazu gibt es zwei verschiedene Optionen:
- Bei einem Startabbruch bei hoher Geschwindigkeit oder einem Versagen der Bremsanlage bei der Landung kann man das Flugzeug durch eine Fanganlage am Ende der Start-/Landebahn stoppen und so das unkontrollierte Verlassen der Bahn verhindern (Hakenfang am Ende der Startbahn, englisch departure end arrestment). Daher ist bei Flugbetrieb am Platz das Fangseil am Startbahnende immer eingehängt.[1]
- Bei bestimmten technischen Defekten, z. B. einem Ausfall der Hydraulikanlage eines Flugzeugs, kann ein Hakenfang am Anfang der Landebahn sinnvoll oder vom Notverfahren vorgeschrieben sein, um eine sichere Landung zu ermöglichen.[2] Dazu wird das Seil am Anfang der Landebahn quer über die Bahn gespannt. Das landende Flugzeug setzt vor dem Fangseil auf, greift es wie bei Trägerlandungen mit seinem Fanghaken und wird dadurch gebremst (Hakenfang am Pistenanfang, englisch approach end arrestment). Dieses Seil ist in den meisten Fällen immer ausgehängt, damit es bei normalen Landungen nicht zu sehr beansprucht wird, bzw. sich Flugzeuge nicht unbeabsichtigt darin verfangen. Bei einer Notlage muss daher der Pilot rechtzeitig das Einhängen dieses Seils anfordern. Es gibt jedoch auch Varianten, die vom Tower aus bündig in der Pistenoberfläche versenkt werden können, damit kleine Flugzeuge ohne Problem darüber hinweg rollen und landen können.

Das Fangseil betätigt beim Abspulen eine Pumpe, die einen Druck so auf eine Scheibenbremse an der Spule ausübt, dass die sich im Seil aufbauende (resultierende) Kraft das Flugzeug am Haken erträglich bis auf Stillstand verzögert. Zuletzt bewirkt die elastische Dehnung des Seils beim Stopp noch ein kurzes Zurückziehen des Flugzeugs und dadurch völliges Entspannen des Seils. Nach dem Ausklinken des Hakens vom Seil wird dieses motorisch rasch wieder in Position gezogen.

## Unfälle
Im Jahr 2005 durchtrennte eine F/A-18F SuperHornet der Staffel VFA-102 Diamondbacks bei einer Landung auf der USS Kitty Hawk (CV63) ein Fangseil. Das Seil schnellte zurück und verletzte einige der Deckmannschaften.